# Dama Gouyi

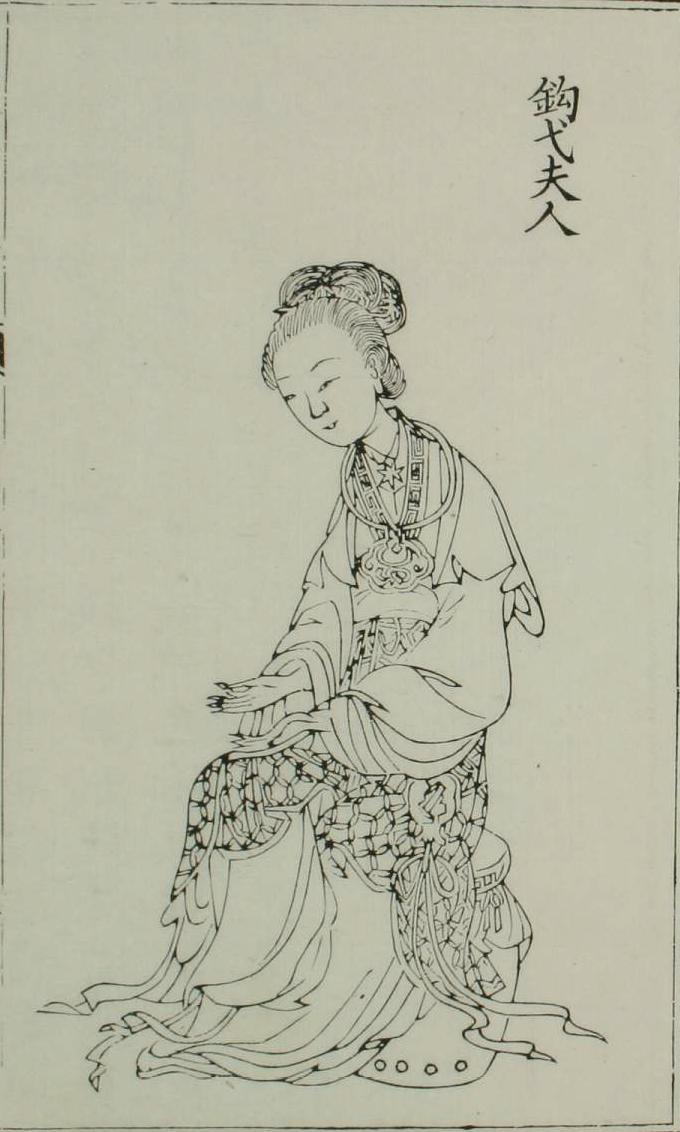
Un retrato del de la Señora Gouyi en el libro de la Dinastía Qing, Bai mei xin yong (百美新詠圖傳).

La Dama Gouyi (113–88 a. C.), también conocida como Zhao Jieyu (en chino: 趙婕妤; Consorte Zhao) o Zhao Gouyi（赵钩弋) fue una consorte del Emperador Wu de la dinastía china Han, y madre del Emperador Zhao de Han. 
Al final de su largo reinado, el Emperador Wu nombró heredero a su joven hijo Liu Fuling, pero ordenó la muerte de la Dama Gouyi para evitar que pudiera usurpar el poder del emperador niño. Después de que Fuling accedió al trono, la nombró póstumamente emperatriz viuda y construyó para ella el mausoleo de Yunling, que es ahora un Sitio Histórico y Cultural de China.

## Vida
La Señora Gouyi era oriunda de la comandancia de Hejian, nacida en la familia Zhao. Su nombre de pila es desconocido. Su padre fue castrado después de cometer una ofensa y sirvió como un eunuco menor en Chang'an (actual Xi'an), la capital del imperio Han.
Se dice que los puños de la Señora Gouyi siempre estaban cerrados, debido a una malformación de nacimiento. Cuando el Emperador Wu de Han regresó de una partida de caza en Hejian, Zhao fue convocada a su presencia. Cuando el emperador masajeó sus manos, sus puños milagrosamente se abrieron, revelando un gancho de jade en cada uno. El emperador Wu quedó complacido y la tomó como consorte, nombrándola Señora Quan ("puño") y Señora Gouyi ("gancho"). Otorgado el rango de consorte (婕妤; jieyu, que significa "justicia hermosa"), fue también conocida como Zhao Jieyu.
Zhao Jieyu vivía en el palacio Gouyi, dentro del palacio imperial Ganquan a las afueras de Chang'an. Se dijo que después de un embarazo de catorce meses, la misma duración que el del mítico Emperador Yao, dio a luz un hijo, llamado Liu Fuling, en 94 a. C. El Emperador Wu estuvo complacido con la conexión del niño con el sabio emperador, y nombró una puerta en el palacio como "Puerta de la Madre de Yao".
El favor mostrado a la Dama Gouyi y su hijo provocó rumores de que el emperador quería degradar al príncipe heredero Liu Ju, el hijo de la Emperatriz Wei Zifu, y hacer de Fuling el heredero aparente. La corte se sumió en el caos cuando hubo acusaciones de brujería y necromancia (巫蠱之禍) implicando al príncipe Ju y la emperatriz. Centenares de personas fueron ejecutadas y la emperatriz Wei y el príncipe Ju fueron forzados al suicidio en 91 a. C.

## Muerte
Después de muchas dudas, el Emperador Wu hizo de Fuling el heredero aparente. Pero como Fuling era un niño, el emperador temía que la Señora Gouyi tomara el poder después de su muerte, como había hecho la Emperatriz Lü después de la muerte del Emperador Gao un siglo atrás. El emperador Wu nombró al oficial de confianza Huo Guang como el futuro regente, y convocó a la Señora Gouyi. La reprendió sin motivo aparente y ordenó su encarcelamiento. Cuando ella se inclinó y le miró con desconcierto, le dijo "Fuera, deprisa! No puedes ser salvada!". Fue llevada a prisión y murió poco después en 88 a. C.
Según el Libro de Han, murió de "ansiedad", mientras que Sima Guang en el  Zizhi Tongjian explícitamente declara que fue "ordenada para morir". Los estudiosos modernos generalmente están de acuerdo en que fue asesinada.
Después de su muerte, el Emperador Wu explicó a sus asistentes que un emperador niño con una madre joven provocaría disturbios, y la emperatriz viuda ejercería un poder sin control como la Emperatriz Lü , a pesar de que reconoció que su acción podría ser mal entendida por "niños y tontos".

## Mausoleo
El Emperador Wu murió en 87 a. C., y el joven príncipe Fuling accedió al trono como Emperador Zhao de Han. Confirió el título de emperatriz viuda a su madre póstumamente, y movilizó 20.000 soldados para construir un mausoleo para la Dama Gouyi, llamado Yunling. Estableció el Condado de Yunling y trasladó 3.000 hogares allí para vigilar la tumba.
El Yunling, localizado en el moderno Condado de Chunhua, provincia de Shaanxi, fue declarado un Importante Sitio Histórico y Cultural Nacional (señalamiento 7-0667) en 2013. El mausoleo fue atracado en julio de 2016. En noviembre de 2017, la policía de Shaanxi arrestó a 91 presuntos ladrones de tumbas y contrabandistas y recuperó más de 1.100 artefactos.

## Leyendas
Con los siglos, muchas leyendas crecieron en torno a la muerte de la Señora Gouyi. Se decía que su cuerpo no se había vuelto frío tras la muerte y emitía una fragancia, y que cuando su ataúd fue más tarde abierto, no había nada dentro excepto sus zapatillas de seda. Fue venerada como una inmortal taoísta. Otra leyenda, mencionada en el Yunyang ji, dice que el Emperador Wu construyó una tribuna en el Palacio Ganquan para comunicarse con el espíritu de la Dama Gouyi. Un pájaro azul a menudo se posaba en la tribuna, pero desapareció después de que el Emperador Xuan accediera al trono en 73 a. C.